# Шестиногі солдати
Шестиногі солдати: Використання комах як зброї (англ. Six-Legged Soldiers: Using Insects as Weapons of War) — документальна науково-популярна книга, написана професором Університету Вайомінгу Джеффрі Локвудом. Опублікована 2008 року видавництвом Oxford University Press. Розглядає історичні приклади біотероризму, використання ентомологічної та іншої біологічної зброї і запобігання агротероризму з найдавніших часів до наших днів. Локвуд, за освітою ентомолог, до цієї роботи, серед інших, опублікував книги «Етичні питання в біологічному контролі» (Ethical issues in biological control, 1997) та «Сарана: руйнівна поява та містичне зникнення комахи, що проявила себе у формуванні американських нових земель» (Locust: The devastating rise and mysterious disappearance of the insect that shaped the American frontier, 2004).